# Liste der Naturdenkmale in Neuburg am Rhein
Die Liste der Naturdenkmale in Neuburg am Rhein nennt die im Gemeindegebiet von Neuburg am Rhein ausgewiesenen Naturdenkmale (Stand 17. April 2013).

## Naturdenkmale
| Nr.         | Bezeichnung             | Lage                                           | Beschreibung | Bild                                    |
| ----------- | ----------------------- | ---------------------------------------------- | ------------ | --------------------------------------- |
| ND-7334-225 | Linde am Bahnwärterhaus | südwestlich des Ortes; Flur Derrückstücke Lage | Tilia sp.    | Direkt Bild zu diesem Denkmal hochladen |